# Bartosfalva
Bartosfalva (szlovákul: Bartošovce) község Szlovákiában, az Eperjesi kerület Bártfai járásában.

## Fekvése
Bártfától 13 km-re délre található.

## Története
A település a 13. század második felében, vagy a 14. század elején keletkezett. A falut 1408-ban említik először. Nevét egykori birtokosáról kapta. 1427-ben 50 parasztház állt a faluban. A 15. század első felétől a Perényiek birtoka, később a Szapolyai családé. A falu jelentősége egyre nőtt és az uradalom legjelentősebb települése lett. A 15.–16. században uradalmi központtá vált. A Baranyi, majd a 16. század második felétől a Bornemissza családé. 1567-ben csak 8 háztartás volt a faluban. 1600-ban kastély, malom, templom, iskola, majorépületek és 36 jobbágyház található itt. 1787-ben 54 házában 367 lakos élt.
A 18. század végén Vályi András így ír róla: „BARTOSFALVA. Bartusovtze. Tót falu Sáros Vármegyében, földes Ura Gróf Forgách Uraság, lakosai katolikusok, és többnyire ó hitűek, kiket első Lajos király szállíttatott vala ide, fekszik Osikó falunak szomszédságában, Bártfához mintegy más fél mértföldnyire. Két nyomás földgyei soványak ugyan; de az őszi vetésre nézve termékenyek, réttyei kétszer kaszáltatnak; legelője, és erdeje szükségeikhez képest elég, második Osztálybéli.”
A 19. század első felében vaskohó és papírmalom működött a községben. 1828-ban 39 háza volt 301 lakossal.
Fényes Elek 1851-ben kiadott geográfiai szótárában így ír a faluról: „Bartosfalva, (Bartossowce), tót falu, Sáros vgyében, ut. p. Bartfához délre 1 1/2 mfd. 547 kath., 8 zsidó lak. Vashámor. Vizimalom. Derék erdő. F. u. gr. Forgács.”
A trianoni diktátum előtt Sáros vármegye Bártfai járásához tartozott.
A háború után sokan elköltöztek a faluból. Lakói kézművességgel, kőműves munkákkal, mezőgazdasággal foglalkoztak. Földműves szövetkezete 1959-ben alakult.

## Népessége
| Év:            | 1994. | 2004.   | 2014.   | 2024.   |
| -------------- | ----- | ------- | ------- | ------- |
| Emberek száma: | 707   | 724     | 718     | 774     |
| Eltérés:       |       | +2,40 % | -0,82 % | +7,79 % |

| Év:            | 2023. | 2024.   |
| -------------- | ----- | ------- |
| Emberek száma: | 758   | 774     |
| Eltérés:       |       | +2,11 % |

1910-ben 632-en, többségében szlovákok lakták, jelentős magyar kisebbséggel.
2001-ben 745 lakosából 736 szlovák volt.
2011-ben 724 lakosából 699 szlovák.

## Nevezetességei
- Szűz Mária tiszteletére szentelt római katolikus temploma 1610 és 1612 között épült. Belseje a 18. század második felében készült.